# Sconsia nephele
Sconsia nephele is een slakkensoort uit de familie van de Cassidae. De wetenschappelijke naam van de soort is voor het eerst geldig gepubliceerd in 1971 door F.M. Bayer.